# Dodge de 1955
 (avril 2021).
Voir aussi: Chrysler Royal

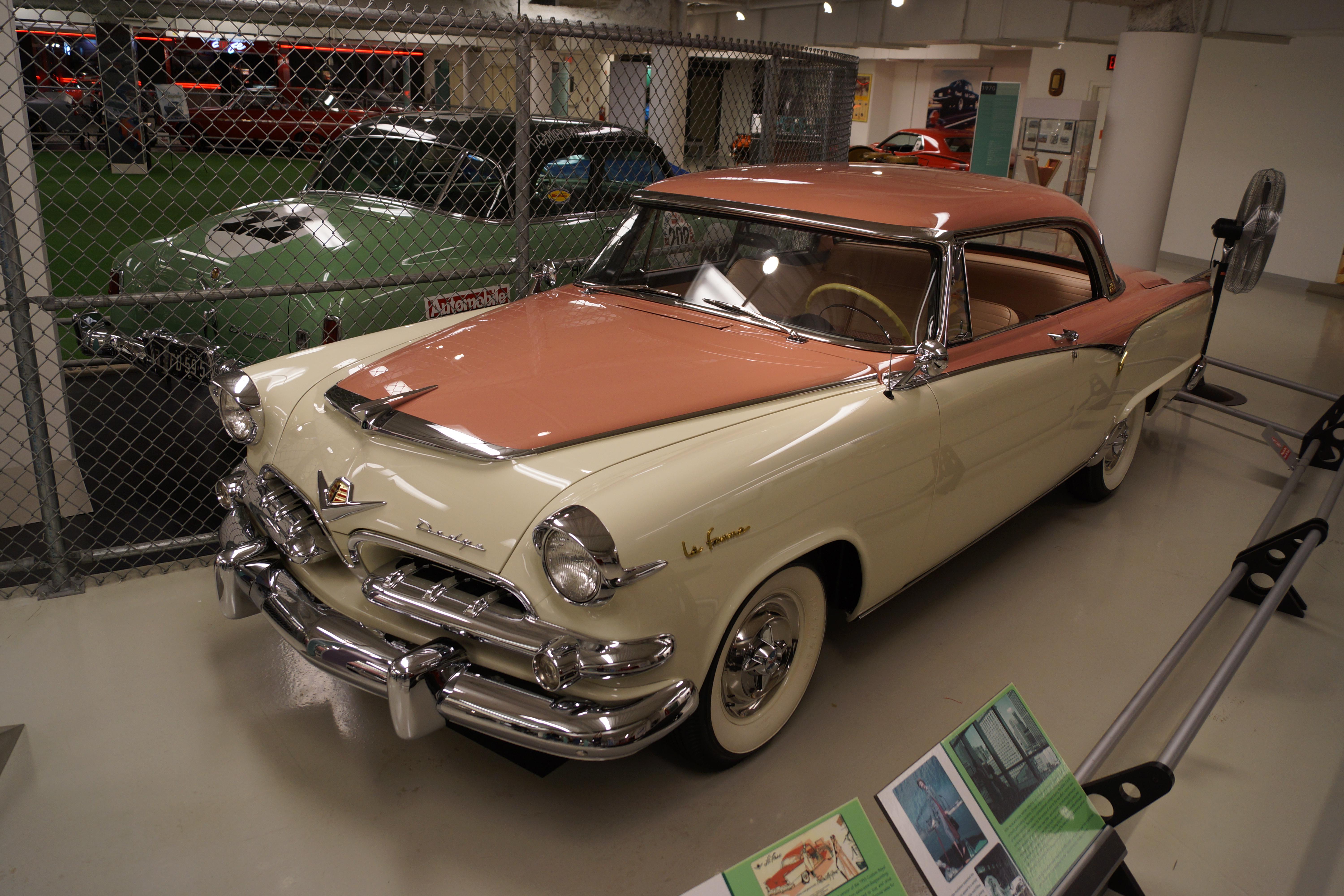
Un modèle de la gamme Dodge de 1955 : Dodge La Femme

La gamme Dodge de 1955, composée de la Coronet d'entrée de gamme, de la Royal et de la Custom Royal, a été un départ majeur pour l'entreprise. Presque conduite à la faillite en 1953 et 1954, la Chrysler Corporation a été relancée avec un prêt de 250 millions de dollars de Prudential et de nouveaux modèles conçus par Virgil Exner. La gamme Dodge était positionnée comme la ligne courante dans la hiérarchie de Chrysler, entre DeSoto et Plymouth.

## Aperçu
Les Dodge de 1955 étaient toutes nouvelles avec un empattement de 3 048 mm et une longueur totale de 5 387 mm, plus longues que les voitures de 1954. Elles partageaient leurs mécaniques de base avec la DeSoto Custom, mais avaient un style distinct. Ces voitures ont duré toute l'année modèle 1956 avant d'être remplacées par un tout nouveau modèle en 1957.
Il y avait six styles de carrosserie et quatre niveaux de finition pour 1955:
| Modèle       | Berline 2 portes                  | Berline 4 portes                  | Coupé à toit rigide 2 portes | Break 2 portes                     | Break 4 portes                     | Cabriolet 2 portes     |
| ------------ | --------------------------------- | --------------------------------- | ---------------------------- | ---------------------------------- | ---------------------------------- | ---------------------- |
| Coronet      | Coronet six cylindres en ligne/V8 | Coronet six cylindres en ligne/V8 | Lancer V8                    | Suburban six cylindres en ligne/V8 | Suburban six cylindres en ligne/V8 |                        |
| Royal        |                                   | Royal V8                          | Royal Lancer V8              |                                    | Sierra V8                          |                        |
| Custom Royal |                                   | Custom Royal V8                   | Custom Royal Lancer V8       |                                    |                                    | Custom Royal Lancer V8 |

## Coronet
La Coronet (et le break Suburban) était le modèle de base. Il s'agissait de la seule gamme à proposer le moteur six cylindres en ligne Getaway de 3,8 L ainsi que le V8 Red Ram de 4,4 L. Les Coronet étaient disponibles dans tous les styles de carrosserie, sauf le cabriolet. Les berlines comportent des badges "Coronet" sur les ailes, tandis que les break sont appelés "Suburban". Bien que le coupé à toit rigide ait été officiellement nommé "Lancer", il ne portait que des badges "Coronet". Les clignotants étaient standard sur les modèles Royal et Custom Royal mais en option sur la Coronet de base.

## Royal
La Royal (et le break Sierra) étaient la prochaine étape. Uniquement doté du moteur V8, la Royal n'avait pas non plus de modèles berline et familiale 2 portes, disponibles dans la gamme Coronet. Les premiers coupés à toit rigide n'ont pas de script "Lancer", bien qu'ils soient officiellement des Lancer, mais les modèles ultérieurs portaient des badges "Royal Lancer".

## Custom Royal
Le modèle phare était la Custom Royal. Tous les modèles à toit rigide et les modèles Custom Royal convertibles étaient uniquement appelés «Custom Royal Lancer». La ligne Custom comportait des ailerons chromés uniques (bien que les voitures des premières années modèle n'aient pas été dotées de cette garniture), des entourages de feux arrière spéciaux et un intérieur haut de gamme. Les feux de recul étaient standard sur la ligne Custom mais facultatifs sur tous les autres modèles. La Custom Royal a également présentée le moteur hemi Super Red Ram 270.

## La Femme
Le modèle La Femme était une finition spéciale destinée aux femmes, qui constituaient une part croissante des acheteurs de Dodge. Elle est venue en couleurs Heather Rose et Sapphire White et comprenait une cape, des bottes, un parapluie et un sac à bandoulière assortis aux tissus de type tapisserie florale. Les modifications apportées à la voiture comprennent des compartiments intégrés dans les dossiers de siège pour contenir ces accessoires.

## Caractéristiques technique

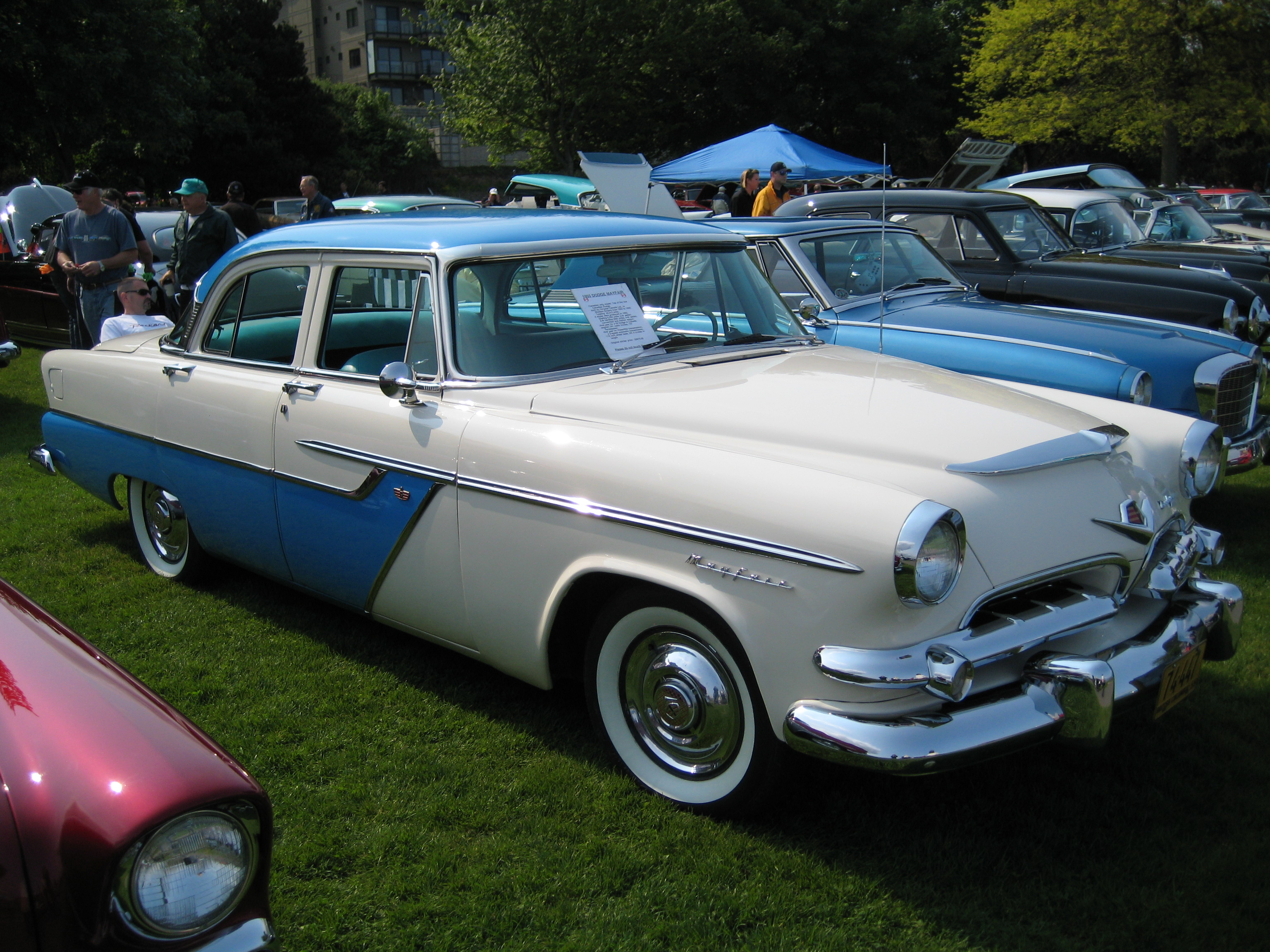
Dodge Mayfair de 1955

La puissance provient soit d'un six cylindres à tête plate de 4,0 L soit d'un des deux V8 4,0 L. Le V8 Red Ram habituel était de série sur la Royal et en option sur la Coronet. Un V8 Hemi (le Super Red Ram) était de série sur la Custom Royal. Un rare moteur Power Pack était optionnel, composé d'un carburateur Carter à quatre corps et de doubles échappements bons pour atteindre 196 ch (144 kW) avec le moteur Hemi.
Deux transmissions étaient proposées: une manuelle à trois vitesses avec surmultiplication en option et la PowerFlite automatique à deux vitesses de Chrysler. La PowerFlite était contrôlée par un levier monté sur le tableau de bord, bien que cela ait été changé en une configuration à bouton-poussoir pour 1956.
Les voitures utilisaient une suspension à ressorts hélicoïdaux / pivot central spéciale à l'avant et des ressorts à lames ordinaires et un essieu dynamique à l'arrière. La direction assistée était facultative. Le système électrique de six volts a été mis à jour à 12 volts en 1956.